# Bataille d'Ulai
La Bataille de l'Ulai (appelé à l'époque moderne le Karkheh), aussi connu comme la Bataille de Til-Tuba, est une bataille se déroulant en 653 av. J.-C. entre les assyriens, menés par leur roi Assurbanipal, et le royaume d'Elam, qui était un allié babylonien lors de la révolte de son frère Shamash-shum-ukin, roi de Babylone. Le résultat fut une victoire assyrienne décisive. Teumman le roi d'Elam, et son fils Tammaritu ont été tués dans la bataille.

## Contexte
Sous le règne de Teglath-Phalasar III (744-727 av. J.-C.) et jusqu'au règne d'Assur-uballit II (611 av. J.-C.), les souverains assyriens ont mené plusieurs campagnes à travers le monde connu. Cependant, ils ont eu du mal à garder le contrôle sur leur voisin le plus proche, la Babylonie. Lors d'une rébellion contre le règne de Sennachérib (704-681) à Babylone, le Chaldéen Mushezib-Marduk s'est emparé du trône et a formé une coalition comprenant les Chaldéens, les Araméens, les Elamites et les Babyloniens et s'est battu en 691 près de la ville de Halule. La coalition fut vaincue et Sennachérib commença une campagne de 15 mois contre Babylone, saccageant les palais et brûlant les temples. Le fils de Sennachérib, Assarhaddon (680-69) tenta de reconstruire Babylone et de s'établir comme roi. Son premier fils Assurbanipal (668-27) prit le trône à Ninive tandis que le second fils, Shamash-shum-ukin revendiqua la royauté de Babylone et continua à la reconstruire. Alors que Babylone était techniquement indépendante de l'Assyrie, la correspondance entre les deux frères suggère qu'Assurbanipal considérait Babylone comme un état vassal et en exerçait le contrôle. Shamash-shum-ukin a commencé à chercher une occasion pour se rebeller. Quelques années auparavant, Teumman (ou Te'uman, r. 664-653 av. J.-C.), un ennemi connu de l'Assyrie, avait usurpé le trône élamite, forçant les fils d'Urtaki à fuir à Ninive, la capitale assyrienne. Teumman demandé leur extradition, mais Assurbanipal a refusé. Teumman a commencé une campagne contre Na'id Marduk, le dirigeant fantoche de l'Assyrie dans le Pays de la Mer, vers 675 avant notre ère. Après avoir repoussé les influences assyriennes, Teumman place Nabo-usalim sur le trône à Ur.

## Bataille et ses conséquences
Teumman, Nabo-usalim et Shamash-shum-ukin formèrent une coalition et se portèrent à la rencontre d'Assurbanipal, l'affrontement eut lieu sur les rives de l'Ulai (Karkheh) où les coalisés furent vaincus. Teumman fût tué au combat et sa tête, portée à Ninive et exposée à la cour d'Assurbanipal. Assurbanipal  mena une campagne de quatre ans contre Babylone et y a finalement plaça Kandalanu sur le trône pour remplacer son frère. Suse, la capitale de l'Elam fût saccagée en 647 avant Jésus-Christ, l'assyrien se vente d'avoir détruit le pays de fond en comble. Après la chute de l'Empire assyrien, l'Elam renaît brièvement, les "rois du monde" n'étant plus là pour semer la terreur, mais disparaîtun siècleplus tard, sous les coups plus grand conquérant que la terre n'avait jamais connu jusqu'alors : Cyrus le Grand.

### Des sculptures en Relief
La bataille d'Ulai est bien connue en raison des sculptures de reliefs trouvées dans le palais d'Assurbanipal à Ninive. Ces images chaotiques dépeignent la torture et la mort d'innombrables soldats ennemis. La tête coupée de Teumman se trouve dans presque tous les panneaux, y compris le panneau représentant le banquet de la victoire du roi. Cela va dans le sens de la propagande assyrienne "qui incite les spectateurs à craindre et à s'émerveiller de la puissance assyrienne".
En tant qu'innovation pour l'art du relief assyrien, le cycle de bataille est basé sur les représentations égyptiennes de la bataille de Qadesh, qui ont plus de 600 ans.